# Polizeiruf 110: Böse geboren
Böse geboren ist ein Fernsehfilm aus der Krimireihe Polizeiruf 110. Der vom Norddeutschen Rundfunk produzierte Beitrag ist die 419. Polizeiruf 110-Episode und wurde am 25. Mai 2025 im Ersten ausgestrahlt. Es ist der 29. Fall des Rostocker Teams.

## Handlung
Tierschutzaktivistin Sarah Volkmann ist mit ihrer Freundin Nele Schuldt im Wald unterwegs, als sie eine Lichtung erreichen und, obwohl Schonzeit ist, ein erschossenes Reh finden, wird plötzlich auf die beiden geschossen. Sarah Volkmann wir tödlich getroffen, Nele Schuldt kann fliehen. Als die Leiche von der Försterin Julia Cobalt gefunden wird, verständigt sie die Polizei. Katrin König und Melly Böwe übernehmen die Ermittlungen. Laut Cobalt gibt es schon länger Ärger mit Wilderern im Revier, aber auch Tierschutzaktivisten, die Hochsitze ansägen. Vor einigen Monaten ist durch so eine Aktion Julia Cobalts Bruder Hannes zu Schaden gekommen und sitzt seit dem im Rollstuhl. Daher konzentrieren sich die Ermittlungen auf die Familie der Försterin. In der Hoffnung, dass die Freundin des Opfers zur Zeugin der Tat geworden ist, wird nach ihr gesucht. Bei der systematischen Suche im Wald kann sie verletzt gefunden werden. Nachdem sie vernehmungsfähig ist, erfahren die Ermittlerinnen von einem Vorfall im Wald mit einem Milan Greuner. Dieser lebt mit seiner Mutter zurückgezogen am Waldrand von Rostock. Seit seiner Geburt wird Milan ausgegrenzt, da sein Vater ein verurteilter Frauenmörder ist. Da der Einzelgänger viel Zeit im Wald verbringt und sich insgesamt sehr seltsam verhält, wird er verdächtigt. Die Befragung seiner Mutter zeigt, dass sie Angst hat, ihr Sohn könnte der Täter sein. Er hätte eine große Wut in sich und sei teilweise gewalttätig. Als Milan dazu kommt und die Sorge seine Mutter hört, gibt er an die Frau erschossen zu haben. Daraufhin wird Milan festgenommen. Bei der Durchsuchung des Geländes, wo die Greuners wohnen, werden zahlreiche vergrabenen Tierkadaver gefunden. Es zeigt sich aber, dass die Tiere nicht mit der Waffe getötet wurden wie die Tierschützerin. Die Vernehmung Milans lässt seine Verbitterung offenbar werden, die der junge Mann in sich trägt. Als Sohn eines Serienkillers habe er auch die „Killergene“.
Nachdem im Fernsehen ein kurzer Bericht über den Mordfall gesendet und von einer möglichen Zeugin berichtet wird, gerät Nele Schuldt in große Gefahr. Ihr Freund Jasper erkennt dies und holt sie heimlich aus dem Krankenhaus. Doch kaum zu Hause angekommen, wird auf sie geschossen. Damit wird klar, dass Milan nichts mit all dem zu tun haben kann, da er sich in polizeilichem Gewahrsam befindet. Somit gerät erneut die Familie Cobalt in den Fokus der Ermittlungen. Bei der Hausdurchsuchung werden alle Gewehre eingesammelt und Tobias Cobalt, der Ehemann der Försterin, festgenommen. Offensichtlich war aber nicht er der Täter, sondern sein Sohn Paul. Er ist auch der Wilderer. Milan hatte immer nur die armen Tiere eingesammelt und begraben. Als Paul mit Milan, der aus der Haft entlassen wurde, darüber spricht und zugibt die Tierschutzaktivistin getötet zu haben, erschießt er Milan und auch sich selbst.

## Nebenhandlung
Kommissarin Melly Böwe bekommt unverhofft Besuch von ihrer Tochter Rose, die unbedingt wissen will, wer ihr Vater ist und sich gerade für ihre Familiengeschichte zu interessieren beginnt. Daher möchte sie auch alles über ihren Opa Veit und ihren Onkel Sascha wissen. In der Hoffnung, dass Katrin König etwas über sie erzählen kann, sucht sie die Kommissarin auf. Doch auch sie spricht nicht über die beiden. Ihrer Mutter gegenüber äußert Rose, dass sie befürchte kriminelle Gene zu haben und deshalb etwas über ihre Familie, insbesondere ihren Vater wissen müsse.

## Hintergrund
Der Film wurde vom 6. März 2023 bis zum 4. April 2023 in Rostock und Hamburg gedreht.

## Rezeption

### Einschaltquoten
Die Erstausstrahlung von Böse geboren am 25. Mai 2025 wurde in Deutschland von 7,50 Millionen Zuschauern gesehen und erreichte einen Marktanteil von 28,2 Prozent für Das Erste.

### Kritiken
Das Lexikon des Internationalen Films vergab dem Film eineinhalb von fünf möglichen Sternen und bemängelte: „Die Figuren bleiben auf wenige Elemente beschränkt und werden von der simplen Psychologie des Drehbuchs regelrecht erdrückt.“
Thomas Gehringer wertete für Tittelbach.tv und schrieb: „die atmosphärisch dichte Inszenierung von Alexander Dierbach stimmt gekonnt auf den intensiven, psychologisch spannenden Fall.“ „Das Drehbuch von Catharina Junk und Elke Schuch handelt in verschiedener Hinsicht davon, wie die Eltern ihre Kinder prägen. Dass es ein Verbrecher-Gen gäbe, wird hier nicht propagiert. Aber wie verändert es das Selbstbild und das eigene Umfeld, wenn der Vater ein Serienmörder war? “ „Lina Beckmann spielt die Kommissarin Böwe weiterhin patent und nahbar, deutet aber die widerstreitenden Gefühle und den inneren Schmerz der Figur immer mal wieder an: durch ein ratloses Schweigen, ein kurzes Zögern oder eine minimale Veränderung in dem sonst souveränen Auftreten.“
Der Spiegel meinte: „In diesem ›Polizeiruf‹ aus dem kargen, frostigen Forst nahe Rostock wird schweigsam gehasst und schweigsam gevögelt. Brrr, ist das kalt hier. Regie führte Alexander Dierbach, der ein gutes Händchen für Milieu-Krimis hat. Für das Rostocker-Ermittlungsteam inszenierte er einst schon die starke Folge ›Fischerkrieg‹, in dem von EU-Bestimmungen drangsalierte Kutterkapitäne militant gegen ihr Schicksal aufbegehrten. Auch im neuen Meck-Pomm-›Polizeiruf‹ erfasst er Sprache und Mentalität des Soziotops im Forst glaubhaft.“
Oliver Armknecht urteilte bei film-rezensionen.de: Alles „beginnt mit dem Mord an einer Aktivistin, bevor wir mehr über diverse Abgründe erfahren. Der Krimi bleibt durch viel Tragik in Erinnerung und ein wenig Nachdenklichkeit, dazu noch reihenweise kaputter Figuren.“ „Wie viel man mit dem Film anfangen kann, hängt daher maßgeblich damit zusammen, ob man mit den darin angesprochenen Themen zurechtkommt. Wer das kann, findet hier einen tieftraurigen Genrevertreter, der lange nachwirkt – gerade auch das düstere Ende. Wem es mehr auf Spannung und Rätsel ankommt, ist woanders vielleicht besser aufgehoben.“

## Einschaltquoten
Die Erstausstrahlung von Böse geboren am 25. Mai 2025 wurde in Deutschland von 7,26 Millionen Zuschauern gesehen und erreichte einen Marktanteil von 28,2 % für Das Erste.